# Epyx
Epyx是1970、1980年代活躍的電子遊戲開發、發行商，總部位於美國舊金山。公司由吉姆·康納利和乔恩·弗里曼創辦於1978年，原名自動模擬。Epyx起初為公司動作向遊戲的品牌名，1983年改為公司名。公司1989年宣告破產，最終於1993年結業。